# Caligus longispinosus
Caligus longispinosus is een eenoogkreeftjessoort uit de familie van de Caligidae. De wetenschappelijke naam van de soort is voor het eerst geldig gepubliceerd in 1962 door Heegaard.